# Forum shopping
Forum shopping este un concept specific dreptului internațional privat. O persoană care ia inițiativa de a introduce o acțiune în justiție poate fi tentată să aleagă instanța pe baza legilor aplicate de aceasta. Astfel persoana respectiva va fi tentată să aleagă un for nu pe baza faptului că ar fi cel mai adecvat, ci deoarece normele privind conflictul de legi pe care le aplică vor determina aplicarea legilor preferate de acea persoană.